# Грејвенхерст (Онтарио)
Грејвенхерст (енгл. Gravenhurst) је градић у Канади у покрајини Онтарио. Према резултатима пописа 2011. у граду је живело 11.640 становника.

## Становништво
Према резултатима пописа становништва из 2011. у граду је живело 11.640 становника, што је за 5,4% више у односу на попис из 2006. када је регистровано 11.046 житеља.
| 2006.  | 2011.  | 2016.  |
| ------ | ------ | ------ |
| 11.046 | 11.640 | 12.311 |